# Jacques Rancière
 (juin 2021).
 (janvier 2025).
La mise en forme du texte ne suit pas les recommandations de Wikipédia : il faut le « wikifier ».
Les points d'amélioration suivants sont les cas les plus fréquents. Le détail des points à revoir est peut-être précisé sur la page de discussion.
- Les titres sont pré-formatés par le logiciel. Ils ne sont ni en capitales, ni en gras.
- Le texte ne doit pas être écrit en capitales (les noms de famille non plus), ni en gras, ni en italique, ni en « petit »…
- Le gras n'est utilisé que pour surligner le titre de l'article dans l'introduction, une seule fois.
- L'italique est rarement utilisé : mots en langue étrangère, titres d'œuvres, noms de bateaux, etc.
- Les citations ne sont pas en italique mais en corps de texte normal. Elles sont entourées par des guillemets français : « et ».
- Les listes à puces sont à éviter, des paragraphes rédigés étant largement préférés. Les tableaux sont à réserver à la présentation de données structurées (résultats, etc.).
- Les appels de note de bas de page (petits chiffres en exposant, introduits par l'outil «  Source ») sont à placer entre la fin de phrase et le point final[comme ça].
- Les liens internes (vers d'autres articles de Wikipédia) sont à choisir avec parcimonie. Créez des liens vers des articles approfondissant le sujet. Les termes génériques sans rapport avec le sujet sont à éviter, ainsi que les répétitions de liens vers un même terme.
- Les liens externes sont à placer uniquement dans une section « Liens externes », à la fin de l'article. Ces liens sont à choisir avec parcimonie suivant les règles définies. Si un lien sert de source à l'article, son insertion dans le texte est à faire par les notes de bas de page.
- La présentation des références doit suivre les conventions bibliographiques. Il est recommandé d'utiliser les modèles {{Ouvrage}}, {{Chapitre}}, {{Article}}, {{Lien web}} et/ou {{Bibliographie}}. Le mode d'édition visuel peut mettre en forme automatiquement les références.
- Insérer une infobox (cadre d'informations à droite) n'est pas obligatoire pour parachever la mise en page.

Pour une aide détaillée, merci de consulter Aide:Wikification.
Si vous pensez que ces points ont été résolus, vous pouvez retirer ce bandeau et améliorer la mise en forme d'un autre article.
Jacques Rancière, né le 10 juin 1940 à Alger, est un philosophe français qui travaille principalement sur la politique et l'esthétique.

## Biographie
Jacques Rancière naît le 10 juin 1940 à Alger. Après une petite enfance passée en Algérie et à Marseille, Jacques Rancière grandit et étudie à Paris. Élève du philosophe Louis Althusser à l’École normale supérieure, il adhère à l'Union des étudiants communistes. 
Professeur à l'université de Paris-VIII (Saint-Denis) jusqu'à sa retraite comme professeur émérite en 2000, il enseigne aussi à l'European Graduate School de Saas-Fee (Suisse).
Il publie six livres dans la collection « La Librairie du XXIe siècle » aux Éditions du Seuil, de Courts voyages au pays du peuple (1990) aux Voyages de l'art (2023) et seize ouvrages aux éditions La Fabrique.

## Recherches et travaux

### Engagement politique et premiers travaux
Il participe, en 1965, à l'ouvrage Lire le Capital avec Étienne Balibar, Roger Establet et Pierre Macherey. Très marqué par le mouvement de Mai 68, même s’il n’y prend pas de part directe, il prend ses distances avec le marxisme althussérien qu’il dénoncera en 1974 dans La leçon d’Althusser comme une philosophie de l'ordre universitaire et de l'ordre social.
En 1969, Jacques Rancière fait son entrée aux côtés de Michel Foucault et d'Alain Badiou au département de philosophie de la nouvelle université de Vincennes. En même temps, il milite au sein du mouvement maoïste de la Gauche prolétarienne. Au moment du reflux de l’activité militante post-soixante-huitarde, il se lance dans une grande recherche dans les archives de l’histoire et de la pensée ouvrières en France au XIXe siècle. Cette recherche lui fait découvrir dans le mouvement d’émancipation ouvrière une dimension intellectuelle et esthétique ignorée aussi bien par les théoriciens marxistes que par les historiens de la culture populaire[réf. nécessaire]. Il s’attachera à la mettre en évidence dans sa thèse d’État, publiée en 1981 sous le titre La Nuit des prolétaires. Archives du rêve ouvrier,. Ce titre indique ce qui est pour Rancière le cœur de l’émancipation ouvrière : la rupture du temps répétitif qui enferme l’ouvrier dans le cycle sans fin du travail et du repos. Cette publication sera complétée par une anthologie des textes du menuisier saint-simonien Gabriel Gauny (Le Philosophe plébéien, 1985).
Dans le même mouvement, il fonde en 1975 avec Geneviève Fraisse et Jean Borreil un Centre de recherches sur les Idéologies de la révolte. La revue de ce centre, Les Révoltes logiques (1975-1981), utilise ce titre emprunté à Rimbaud pour remettre en cause la traditionnelle opposition entre révolte spontanée et révolution organisée et repenser à partir d’un travail de recherche historique la logique des mouvements ouvriers, féministes ou autres.
Ce travail l’amène à une réflexion sur l’égalité intellectuelle qui prendra dans les années 1980 une double forme, critique et affirmative. D’un côté, Le Philosophe et ses pauvres (1983) montre[réf. nécessaire] la persistance au sein de toute la culture occidentale, y compris dans ses versions progressistes et révolutionnaires, du geste initial de Platon, excluant les artisans de la vie de la pensée et de la communauté, au nom du « travail qui n’attend pas ». Il en analyse la persistance dans la pensée marxiste de l’idéologie spontanée de la classe ouvrière et la théorie de la reproduction de Pierre Bourdieu. Et il oppose à la dénonciation par celui-ci de la « distinction » esthétique le rôle joué par l’expérience esthétique dans l’émancipation ouvrière[réf. nécessaire].
De l’autre côté, il exhume dans Le Maître ignorant (1987) la théorie de l’émancipation intellectuelle formulée dans les années 1820 par Joseph Jacotot. Celle-ci montre que la méthode explicative qui veut faire avancer les enfants et le peuple vers une égalité à venir reproduit en fait indéfiniment la situation d’inégalité. Il invite à un renversement radical de la vision pédagogique du monde, l’égalité n’est pas un but mais un point de départ, une présupposition qu’on s’efforce de vérifier selon ce principe : tous les humains ont une même intelligence[réf. nécessaire].

### Politique et police: le consensus et son revers
C’est cette pensée de l’égalité qui le guide lorsque, à la fin des années 1980 il est amené par les circonstances à une réflexion plus directe sur la politique au moment où s’effondre le bloc soviétique.

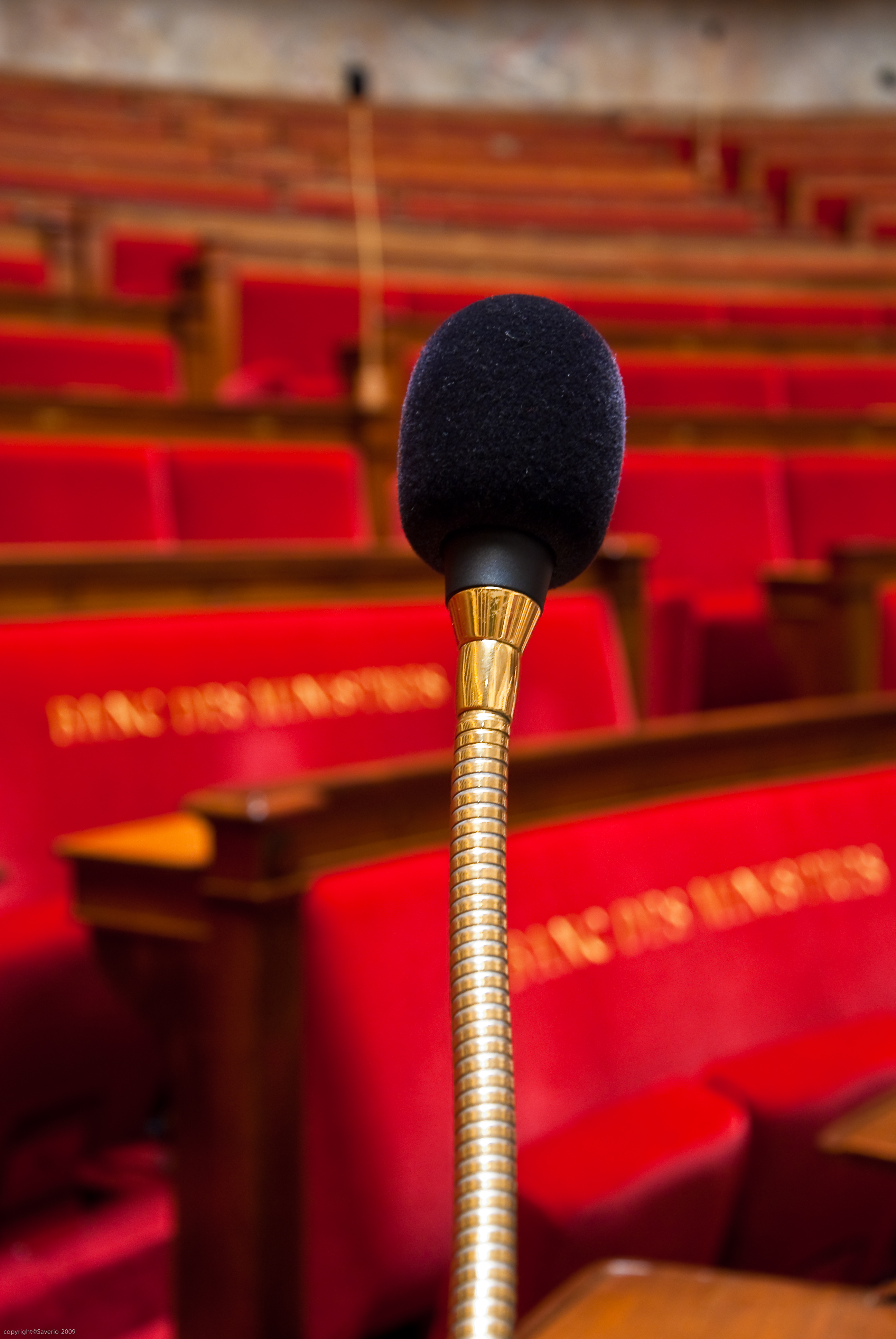
Photographie d'un micro sur un banc de l'Assemblée nationale française, au Palais Bourbon (Paris).

Dans La Mésentente (1995) il soutient que « c'est «la Mésentente» et non pas le consensus qui constitue la démocratie ».
Cette complicité de l’ordre consensuel et des haines et violences nouvelles, il la ponctue à travers une série d’interventions qui suivent les progrès d’un « racisme d’en-haut » appuyé par une part croissante de l’opinion intellectuelle et au fil des Chroniques des temps consensuels qu’il rédige entre 1995 et 2004 pour un grand quotidien brésilien[source insuffisante]. En 2005, il écrit La Haine de la démocratie, ouvrage dans lequel il reprend en l’inscrivant dans l’actualité sa théorie de la nature fondamentalement esthétique de la politique qu’il avait développée dans La Mésentente.

### Politiques de l’écriture
Il poursuit en même temps la réflexion sur le pouvoir des mots et les politiques de l’écriture suscitée par son travail sur l’émancipation. Cette réflexion a pour point de départ le passage du Phèdre où Platon dénonce le danger de la lettre écrite qui s’en va parler à n’importe qui. Dans Les mots de l’histoire, Rancière met en évidence la puissance des mots qui, du temps des hérésies à celui des révolutions, ont arraché les pauvres de la place qui leur était destinée. Il montre aussi l’effort constant des historiens des mentalités pour récuser cette capacité des humbles à s’emparer de la parole venue d’ailleurs, en ramenant les hérésies à des affaires de culture villageoise ou en dénonçant l’impropriété des mots utilisés par les acteurs de la Révolution française pour montrer que celle-ci n’avait jamais eu lieu qu’en imagination.

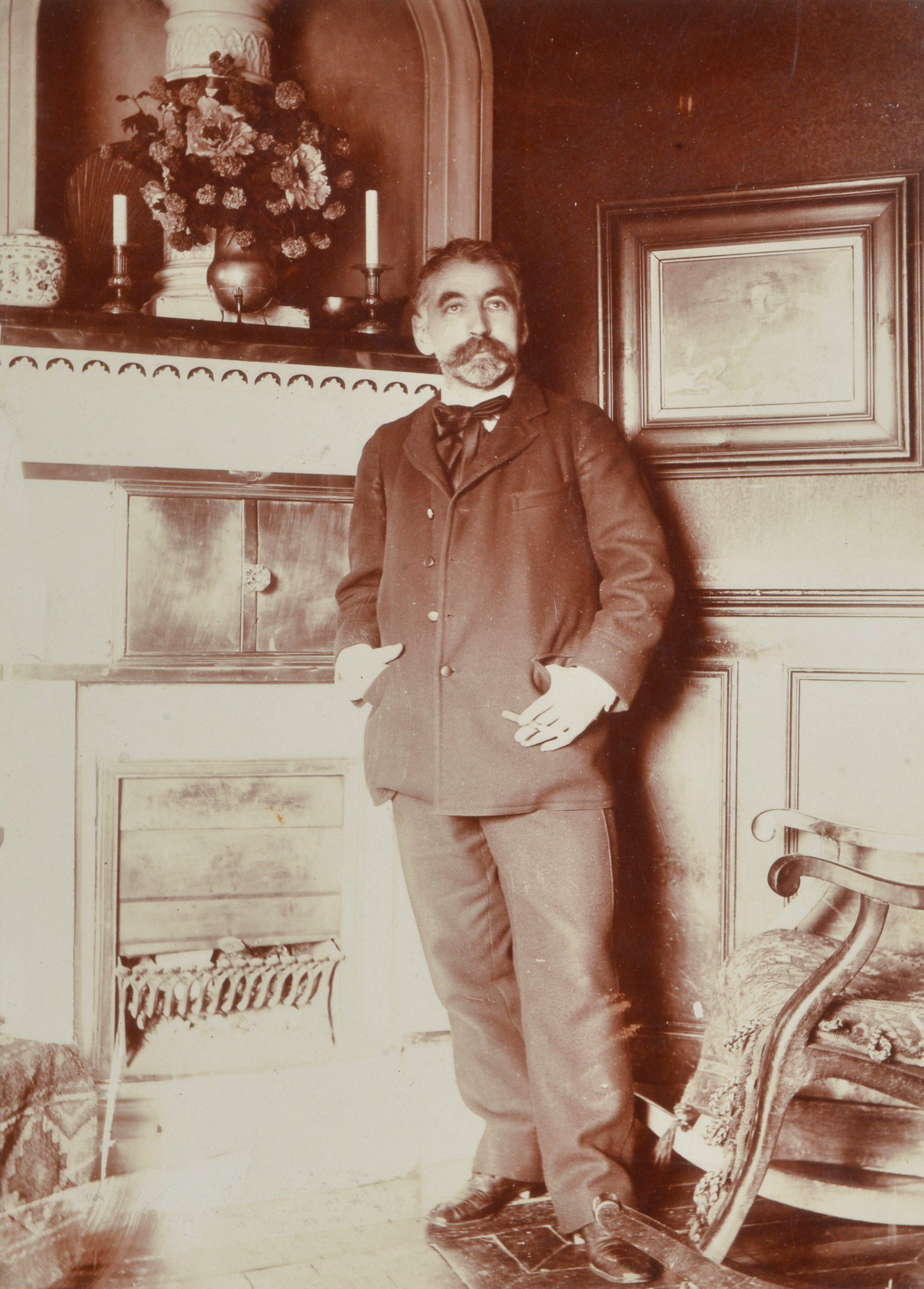
Photographie (épreuve sur papier albuminé) de Stéphane Mallarmé, prise par le photographe Dornac le 22 avril 1893.

Il élargit ce travail en une réflexion sur la littérature en montrant le rôle joué depuis les romans antiques jusqu’aux récits d’autodidactes du XIXe siècle et au Curé de village de Balzac par une fable exemplaire : celle du texte trouvé par hasard qui change la destinée de ceux qui le rencontrent et l’ordre même des places dans la société. Dans La chair des mots et La parole muette, il étudie la posture contradictoire de la littérature : d’un côté, celle-ci appartient au régime « démocratique » de la parole circulant sans maître, qui la lie aux formes d’appropriation sauvages par lesquelles n’importe qui peut entrer dans le royaume des mots. De l’autre, elle s’en sépare en lui opposant, de Balzac à Marcel Proust et aux surréalistes, une parole plus essentielle écrite au cœur des choses ou tissée dans les formes muettes de l’expérience sensible.
Cette recherche le conduit à une critique de l’idéologie moderniste héritée de Valéry et développée par le structuralisme des années 1960. Celle-ci voit la modernité littéraire comme une affirmation d’autonomie, opposée à la tradition narrative représentative, incarnée par le roman réaliste du XIXe siècle. Rancière renverse l’argument : c’est le moment réaliste qui constitue la vraie rupture moderne en détruisant les interdits, les hiérarchies et les convenances de l’ordre représentatif des Belles-lettres. Et dans son Mallarmé. La politique de la sirène, il subvertit la tradition qui faisait de ce poète le pionnier d’une littérature seulement occupée d’elle-même et inventant pour cela une langue pure, séparée des mots de la tribu. Il montre à l’inverse la préoccupation de Stéphane Mallarmé pour une poésie accompagnant les fêtes d’un peuple à venir, son intérêt pour les spectacles populaires et son effort pour introduire dans le langage poétique des formes empruntées à la musique, à la danse ou à la pantomime.

### Art et politique: le partage du sensible

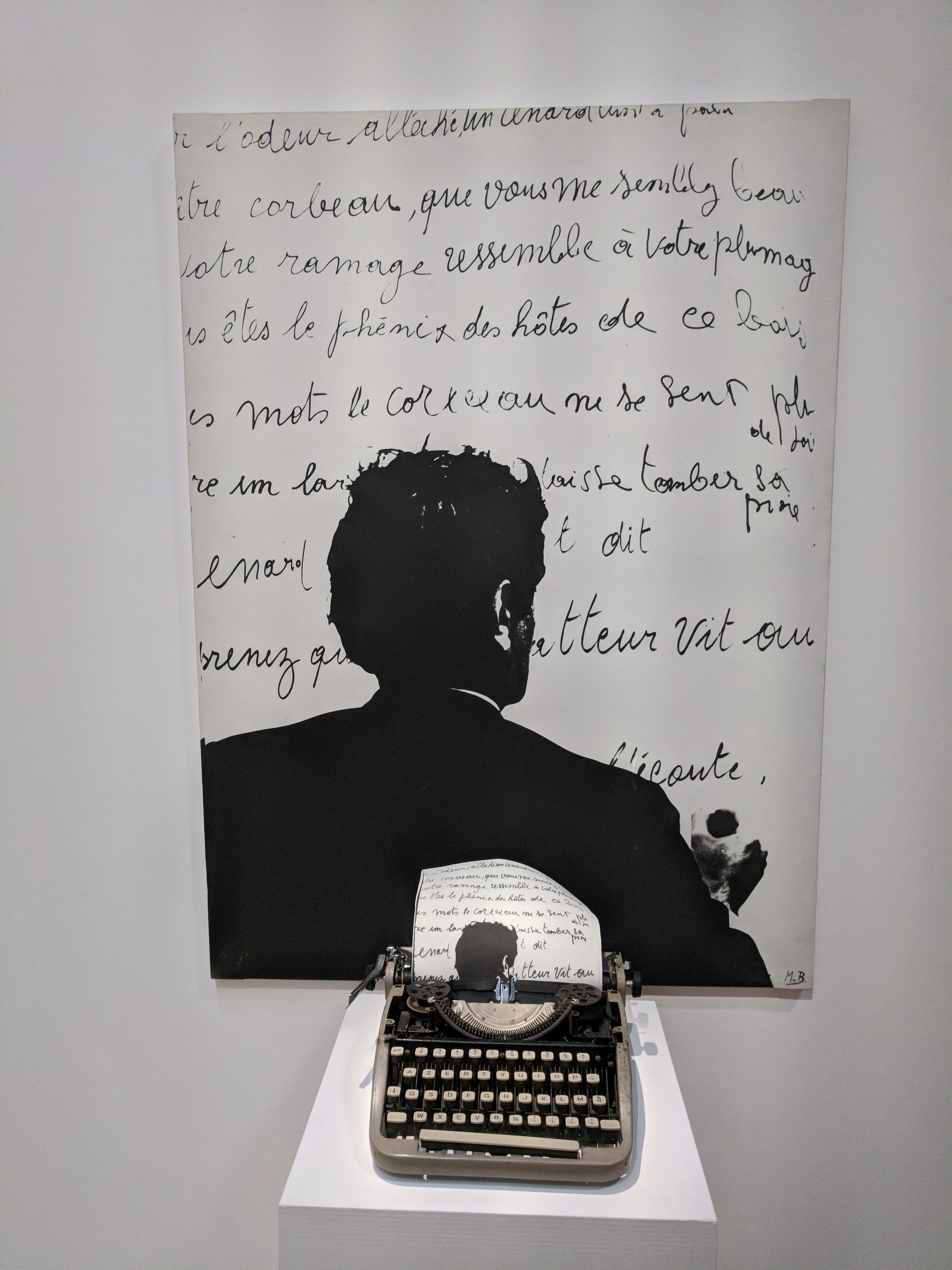
Photographie d'une œuvre de Marcel Broodthaers intitulée Le Corbeau et le renard (1968), conservée au musée Beaubourg (Paris).

Ces livres sur la littérature sont la pointe avancée d’un travail sur l’esthétique, mené depuis les années 1995. Certains critiques ont voulu y déceler un « tournant esthétique ». Mais cette recherche poursuit le travail qui, de La Nuit des prolétaires aux Mots de l’histoire, a mis en relief la composante esthétique des mouvements d’émancipation et ramené l’esthétique des hauteurs supposées de l’art pur et de la distinction vers la réalité partagée des formes et des transformations de l’expérience sensible. Ce déplacement est systématisé en 2000 dans Le Partage du sensible. Ce partage est défini comme « ce système d’évidences sensibles qui donne à voir en même temps l’existence d’un commun et les découpages qui y définissent les parts et les places respectives ». C’est le découpage de l’espace et du temps, du perceptible, du pensable et du faisable à travers lequel des formes de monde commun se tissent et se pensent, sous forme de production artistique ou d’action politique. Rancière invite ainsi à sortir des débats traditionnels sur l’autonomie de l’art ou son asservissement politique : « Les arts ne prêtent jamais aux entreprises de la domination ou de l’émancipation que ce qu’ils peuvent leur prêter, soit, tout simplement, ce qu’ils ont de commun avec elles : des positions et des mouvements des corps, des fonctions de la parole, des répartitions du visible et de l’invisible. »
Sur cette base, Rancière critique également la théorie de l’art moderne comme art autonome, concentré sur sa seule matérialité, et les pratiques de l’art critique, qui prétendent révéler un ordre caché des choses et susciter ainsi une conscience et une énergie politiques. Il leur oppose un jeu plus complexe de relations à distance, de résonances mais aussi d’écarts entre les formes de la pratique politique et celles des pratiques artistiques. Il le fait à travers diverses conférences et interventions dans des lieux d’art réunies dans Le Destin des images (2003) Malaise dans l’esthétique (2004) et Le Spectateur émancipé (2008).
En parallèle, il écrit régulièrement sur l’art moderne et populaire par excellence, le cinéma, à travers ses chroniques des Cahiers du cinéma, ses articles de Trafic et la publication des recueils de La fable cinématographique (2001) et des Écarts du cinéma (2011). Il contribue aussi à des catalogues d’expositions collectives (Face à l’histoire, Rouge) ou individuelles (Marcel Broodthaers, James Coleman, Alfredo Jaar, Raymond Depardon, Esther Shalev-Gerz, Éric Rondepierre…).

### Régimes de l’art et scènes du régime esthétique
Ces interventions dans l’actualité des arts et des débats artistiques, reposent sur un travail à plus long terme sur la notion qu’il propose de substituer à la notion équivoque de modernité, celle de « régime esthétique de l’art ». Rancière montre en effet que la tradition occidentale de l’histoire de l'art recouvre l’existence de trois régimes d’identification bien différents qui permettent ou interdisent à des objets ou performances d’appartenir à une forme d’expérience nommée art.

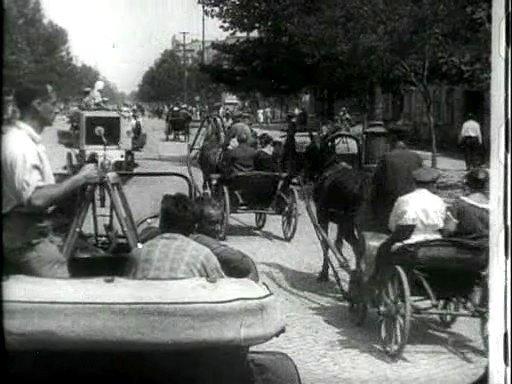
Photographie de l'équipe technique de Dziga Vertov lors du tournage de son film L'Homme à la caméra (1929).

Le « régime éthique » des images ne reconnaît pas l’art comme régime spécifique du sensible. Il connaît seulement des images qu’il juge selon leur provenance – réalité ou simulacre – et selon les effets bons ou mauvais qu’elles produisent sur ceux qui les regardent. Le « régime représentatif » connaît lui des arts – les Arts libéraux devenus les Beaux-arts – qui produisent un type d’êtres spécifiques, des imitations, jugées selon toute une série de normes de fabrication – les arts poétiques – qui sont aussi des normes de convenance des sujets et d’appropriation des formes d’expression. Enfin le « régime esthétique » définit les objets et performances de l’art non par des normes de fabrication mais par l’appartenance à une sphère sensible particulière, soustraite aux formes habituelles de l’expérience sensible. C’est dans ce régime que l’art existe au singulier comme forme d’expérience spécifique. Mais c’est aussi lui qui fait disparaître les critères qui servaient auparavant à séparer les objets artistiques des autres.
L’analyse de ce paradoxe est au cœur du livre majeur issu de sa recherche, Aisthesis. Scènes du régime esthétique de l’art : quatorze scènes structurées chacune par un événement artistique particulier, depuis l’analyse par Johann Joachim Winckelmann du Torse du Belvédère jusqu’à la description par James Agee du décor de vie des métayers pauvres de l’Alabama. Chacune de ces scènes est une scène de métamorphose où l’identité même de l’art  se trouve redéfinie à partir de l’intrusion d’objets ou de performance qui n’étaient pas de l’art ou étaient de l’art inférieur ou populaire : peinture de genre, spectacles de clowns, danse de music-hall, fabrication d’objets utilitaires, technique photographique ou divertissement cinématographique… Ce long parcours constitue une  réfutation en acte de l’idéologie moderniste : il montre que le devenir-moderne de l’art n’est pas son autonomisation et la concentration de chaque art sur son médium propre. C’est au contraire le glissement des arts les uns sur les autres et l’effacement des frontières qui séparent l’art de ce qui n’est pas lui. Par là, l’art construit une démocratie, voire un communisme à sa manière au risque que ceux-ci se heurtent à ceux des militants et des chefs de parti.
Dans Les Voyages de l'art (Seuil, 2023), Rancière revient sur son concept de « régime esthétique » et s'interroge sur les spécificités de l'art moderne.

### Conflits de temps et questions de méthode
Depuis les années 2010, il développe un autre des thèmes qui sous-tendent sa recherche : le combat contre la hiérarchie des temps. La linéarité de la conception évolutionniste de l’histoire est en effet liée au modèle de la rationalité fictionnelle défini par Aristote qui repose lui-même sur la hiérarchie traditionnelle séparant deux temps : le temps de l’action et du loisir propre aux hommes dits libres et le temps de la reproduction propre aux hommes dits mécaniques. Le fil perdu (2014) et Les bords de la fiction (2017) montrent comment la rupture moderne de la continuité narrative, souvent considérée comme un procédé « élitiste », signifie au contraire la destruction de cette hiérarchie. La neutralité de l’écriture descriptive de Gustave Flaubert, les mosaïques de micro-événements sensibles des romans de Virginia Woolf, l’entrelacement des temps et des voix dans ceux de William Faulkner, les récits faussement documentaires de W. G. Sebald ou les histoires au bord du rien de João Guimarães Rosa construisent le présent d’un monde où tous sont capables d’éprouver toutes les formes d’expérience sensible. Ils tissent ce que Rancière appelle une nouvelle forme de sens commun, « un sens commun qui lie sans subordonner ni détruire ».
Parallèlement, Béla Tarr. Le temps d’après (2011) analyse la manière dont ce cinéaste met en scène la bascule d’un temps circulaire de la répétition dans un temps de la décision pour éclairer à la fois le communisme et son après. Les temps modernes (2018) montrent comment les deux grands arts du mouvement, le cinéma et la danse, ont opéré une redistribution des temporalités, annulant l’opposition de l’action libre et du mouvement mécanique. Le temps du paysage (2020) éclaire la contemporanéité d’une querelle anglaise sur l’art des jardins et de la Révolution française. Et En quel temps vivons-nous ? (2017) s’interroge sur ce qui définit un présent politique.
Durant ces mêmes années, la sollicitation de jeunes chercheurs amène Rancière à expliciter dans plusieurs livres-entretiens (La méthode de l’égalité, La méthode de la scène, Le travail des images et Les mots et les torts) les grands traits de sa pratique intellectuelle : un mode de détermination des objets qui refuse la division disciplinaire des compétences et des champs de recherche ; un mode d’analyse qui brouille le partage admis entre narration empirique et argumentation théorique ; un rapport à la parole de l’autre qui annule la position de surplomb du savant par rapport à son objet ; le privilège donné à la scène qui permet de dégager le mode de rationalité immanent à un événement au lieu d’appliquer à celui-ci des catégories explicatives préconstituées.  

## Publications

### Ouvrages (ordre chronologique)
- Louis Althusser, Étienne Balibar, Roger Establet, Pierre Macherey et Jacques Rancière, Lire le Capital, Paris, Puf, coll. « Quadrige », 2014a (1re éd. 1965), sous la direction de Louis Althusser (art. de J. Rancière : « Le concept de critique et la critique de l'économie politique dans les manuscrits de 1844 au Capital »)
- J. Rancière, La leçon d'Althusser, Paris, La Fabrique, 2011a (1re éd. 1975)
- J. Rancière, La Nuit des prolétaires : Archives du rêve ouvrier, Paris, Fayard, coll. « Pluriel », 2012a (1re éd. 1981) (ISBN 9782213009858)
- J. Rancière, Le Philosophe et ses pauvres, Paris, Flammarion, coll. « Champs Essais », 2007 (1re éd. 1983)
- J. Rancière, Le Maître ignorant : Cinq leçons sur l'émancipation intellectuelle, Paris, Fayard, coll. « 10/18 », 2004a (1re éd. 1987) (ISBN 9782213019253)
- J. Rancière, Courts voyages au Pays du peuple, Paris, Seuil, coll. « Points Essais », 2015 (1re éd. 1990)
- J. Rancière, Aux bords du politique, Paris, Gallimard, coll. « Folio Essais », 2004b (1re éd. 1990)
- J. Rancière, Les Mots de l'histoire : Essai de poétique du savoir, Paris, Seuil, coll. « Points Essais », 2014b (1re éd. 1992)
- J. Rancière, La Mésentente : Politique et philosophie, Paris, Galilée, coll. « La philosophie en effet », 1995, 200 p. (ISBN 9782718604503)
- J. Rancière, Mallarmé : La politique de la sirène, Paris, Fayard, coll. « Coup double », 2012b (1re éd. 1996)
- Arrêt sur histoire, avec Jean-Louis Comolli, Centre Georges-Pompidou, 1997 (publié à l’occasion de la manifestation Filmer l'histoire, 15-27 janvier 1997)
- J. Rancière, La chair des mots : Politiques de l'écriture, Paris, Galilée, coll. « La philosophie en effet », 1998, 224 p. (ISBN 9782718604992)
- J. Rancière, La Parole muette : Essai sur les contradictions de la littérature, Paris, Fayard, coll. « Pluriel », 2010a (1re éd. 1998)
- J. Rancière, Le Partage du sensible : Esthétique et politique, Paris, La Fabrique, 2000
- J. Rancière, La fable cinématographique, Paris, Seuil, coll. « Points Essais », 2016a (1re éd. 2001)
- J. Rancière, L'Inconscient esthétique, Paris, Galilée, 2001, 88 p. (ISBN 9782718605548)
- J. Rancière, Le Destin des images, Paris, La Fabrique, 2003a
- J. Rancière, Malaise dans l'esthétique, Paris, Galilée, coll. « La philosophie en effet », 2004c
- J. Rancière, L'Espace des mots : De Mallarmé à Broodthaers, Nantes, musée des Beaux Arts de Nantes, 2005
- J. Rancière, La Haine de la démocratie, Paris, La Fabrique, 2005b
- J. Rancière, Chronique des temps consensuels, Paris, Seuil, coll. « Points Essais », 2017a (1re éd. 2005)
- (en) The Politics of Aesthetics, Continuum, 2006
- Dans Posthume sur mesure, , Regard, 2006, 158 p. (ISBN 2-84105-209-5, OCLC 470715397) : Jacques Rancière : «L'ombre d'un philosophe [archive]», p. 87 ;
- (en) For Ever Godard, Collectif, Michael Temple, James S. Williams, Michael Witt (Editors), Black Dog Publishing, 2007 (contribution : Godard, Hitchkock, and the Cinematographic Image)
- J. Rancière, Politique de la littérature, Paris, Galilée, coll. « La philosophie en effet », 2007
- J. Rancière, Le Spectateur émancipé, Paris, La Fabrique, 2008
- (en) James Coleman, Thames & Hudson, avril 2009 (catalogue d'exposition avec, entre autres, deux textes de Rancière : From the Poetics of the image to the tragedy of justice)
- (en) Dissensus. On Politics and Aesthetics, Continuum, 2010
- J. Rancière, Les Écarts du cinéma, Paris, La Fabrique, 2011b
- J. Rancière, Aisthesis : Scènes du régime esthétique de l'art, Paris, Galilée, coll. « La philosophie en effet », 2011c
- J. Rancière, Béla Tarr, le temps d'après, Paris/Avignon, Capricci éditions, coll. « Actualité critique », 2011d
- J. Rancière, Figures de l'histoire, Paris, PUF, coll. « Travaux Pratiques », 2012c
- (de) Und das Kino geht weiter (recueil des chroniques des Cahiers du cinéma), August Verlag, 2012
- (en) The State of Things, Collectif, Black & White, OCA Verksted Series #14, 2012 (contribution: In What Time Do We Livre?)
- J. Rancière, Le fil perdu : Essais sur la fiction moderne, Paris, La Fabrique, 2014c
- Images secondes, avec Catherine Millet et Éric Rondepierre, Paris, Loco, 2015
- J. Rancière, Le Sillon du poème : En lisant Philippe Beck, Caen, Nous, 2016b
- (en) Modern Times - Essays on Temporality in Art and Politics. Multimedijalni institut (Zagreb/Croatia), 2017
- J. Rancière, Les bords de la fiction, Paris, Seuil, coll. « Points Essais », 2021a (1re éd. 2017)
- Avec Alain Badiou et Philippe Lacoue-Labarthe, Mallarmé, le théâtre, la tribu, préface de Jean-Christophe Bailly, Paris, Christian Bourgois, collection « Détroits », 2017 (débat au théâtre de l'Odéon le 25 novembre 1996)
- J. Rancière, Les Temps modernes : Art, temps, politique, Paris, La Fabrique, 2018a
- Marx in the Woods, Rabrab Press, Helsinki, 2019 (contient le texte de Rancière, alors étudiant, commentant l’article de Marx sur la loi sur le vol de bois mort)
- J. Rancière, Le temps du paysage : Aux origines de la révolution esthétique, Paris, La Fabrique, 2020 (ISBN 9782358721912)
- J. Rancière et Axel Honneth (édition sous la direction de Katia Genel et Jean-Philippe Deranty), Reconnaissance ou mésentente ? : Un dialogue critique entre Jacques Rancière et Axel Honneth, Paris, Éditions de la Sorbonne, coll. « Philosophies pratiques », 2020b (lire en ligne)
- J. Rancière (avec la participation de Cyril Neyrat), Pedro Costa – Les chambres du cinéaste, Montreuil, Les Éditions de l'Œil, 2022.
- Jacques Rancière, Les voyages de l'art, Paris : Seuil, La Librairie du XXIe siècle, 2023.
- Jacques Rancière, Au loin la liberté, essai sur Tchekhov, La Fabrique, 2024[37].

#### Livres-entretien et recueils d'articles
- J. Rancière, Les scènes du Peuple : (Les Révoltes logiques, 1975-1985), Lyon, Horlieu, 2003b
- J. Rancière, Et tant pis pour les gens fatigués : Entretiens, Paris, Éditions Amsterdam, 2009a
- J. Rancière, Moments politiques : Interventions 1977-2009, Paris — Montréal, La Fabrique — Lux, 2009b
- J. Rancière, La méthode de l'égalité : Entretien avec Laurent Jeanpierre et Dork Zabunyan, Montrouge, Bayard, 2012d
- J. Rancière, Jacques Rancière, Paris, artpress, coll. « Les grands entretiens d’Artpress », 2014d, préface de Dork Zabunyan et biographies des contributeurs (contient les trois entretiens donné par Jacques Rancière sur une période de dix ans à Artpress : Le tombeau de la fin de l'histoire, avec Yan Ciret, no 258, juin 2000 ; L’espace des possibles, avec Dominique Gonzalez-Foerster, no 327, octobre 2006 ; Que veulent les images ?, avec W.J.T. Mitchell, no 362, décembre 2009)
- J. Rancière et Pierre Rosanvallon, Comment revivifier le démocratie ? : Entretiens avec Nicolas Truong, La Tour-d'Aigues, L'Aube — Le Monde, 2015
- J. Rancière, En quel temps vivons-nous ? : Conversation avec Eric Hazan, Paris, La Fabrique, 2017b
- J. Rancière, La méthode de la scène : Conversations avec Adnen Jdey, Paris, Lignes, 2018b
- J. Rancière, Le travail des images : Conversations avec Andrea Soto Calderón, Dijon, les presses du réel, coll. « Perceptions », 2019
- J. Rancière, Les mots et les torts : Dialogue avec Javier Bassas, Paris, La Fabrique, 2021b
- J. Rancière, Les trente inglorieuses : Scènes politiques 1991-2021, Paris, La Fabrique, 2022a
- J. Rancière, Penser l'émancipation : Dialogue avec Aliocha Wald Lasowski, La Tour-d'Aigues, L'Aube, coll. « Monde en cours », 2022b

### Ouvrages dirigés
- Cahiers marxistes-léninistes no 1 Science et idéologies, publiés par le cercle des étudiants communistes de l'École normale supérieure, rédaction et fabrication collective par Broyelle, Linhart, Miler, Milner, Riss, Rougement, et donc Rancière, décembre 1964
- Cahiers marxistes-léninistes no 3, publiés par le cercle des étudiants communistes de l'École normale supérieure, rédaction et fabrication collective par Balibar, Grosrichard, Riss, et donc Rancière, mars 1965
- L’Empire du sociologue (avec le collectif des Révoltes logiques), 1984
- Esthétiques du peuple (avec le collectif des Révoltes logiques), 1985
- La politique des poètes : pourquoi des poètes en temps de détresse ?, collectif, avec préface de Jacques Rancière, Albin Michel (collection « Bibliothèque du Collège international de philosophie »), 1992

### Préfaces, postfaces, présentations et introductions
- « Présentation » de Les Renseignements de la couleur, catalogue publié à l'occasion de l'exposition d'Alain Faure au musée Bossuet de Meaux, 1991
- « Préface » à La raison des femmes de Geneviève Fraisse, Plon, 1992
- « La pensée du non-retour », préface à La raison nomade de Jean Borreil, Payot (collection « Critique de la politique »), 1993
- « Préface » et contribution « Les voix et les corps », in Le Millénaire Rimbaud, avec Alain Badiou, Michel Deguy, Denis Hollier, Patrice Loraux et François Regnault, Belin (collection « L'Extrême contemporain »), 1993
- « L'art de la distance », introduction à Détours de Raymond Depardon, Maison européenne de la photographie, 2000
- « Postface » à Le peuple-artiste, cet être monstrueux : la communauté des pairs face à la communauté des génies de Maria Ivens de Araujo, L'Harmattan (collection « La philosophie en commun »), 2002
- « Préface » à Deleuze et une philosophie de l’immanence de Takashi Shirani, L’Harmattan, 2007
- « Préface » à Peaux blanches, masques noirs. Représentations du blackface, de Jim Crow à Michael Jackson de William T. Lhamon, Kargo & L’Éclat, 2008
- « Préface » à L'éternité par les astres de Auguste Blanqui, Les impressions nouvelles (collection « Réflexions faites »), 2012
- « Préface » à Gilles Deleuze: philosophie et littérature de Catarina Pombo Nabais, L'Harmattan (collection « La philosophie en commun »), 2013
- « Préface » à Première sécession de la plèbe de Ballanche, Pontcerq, 2017

### Édition d'ouvrage
- Alain Faure et Jacques Rancière, La Parole ouvrière, Paris, La Fabrique, 2007 (1re éd. 1976)
- Louis-Gabriel Gauny, Le philosophe plébéien, Paris, La Fabrique, 2017 (1re éd. 1985), édition revue et augmentée, introduction du livre et textes présentés et rassemblés par Jacques Rancière (publié avec la collaboration du collectif « Révoltes Logiques », aux éditions La Découverte-Maspero/Presses universitaires de Vincennes, collection « Actes et mémoires du peuple » en 1985)

## Filmographie
- 2020 : Le Temps des ouvriers de Stan Neumann.

### Articles
- Centre de Recherche sur les Idéologies de la Révolte, Les Révoltes logiques, Solin, 1975 (lire en ligne), numéros 1 à 15 (1975-1981), plus le numéro spécial de février 1978

## Décorations
- Commandeur de l'ordre des Arts et des Lettres (2016)[38].

## Distinctions
- Prix Maurizio Grande 2004 pour La Fable cinématographique
- Prix des Savoirs 2017 pour Les Bords de la fiction.
- Prix de la Principauté 2023 décerné conjointement par les Rencontres Philosophiques de Monaco et la Fondation Prince Pierre de Monaco pour l'ensemble de son œuvre.

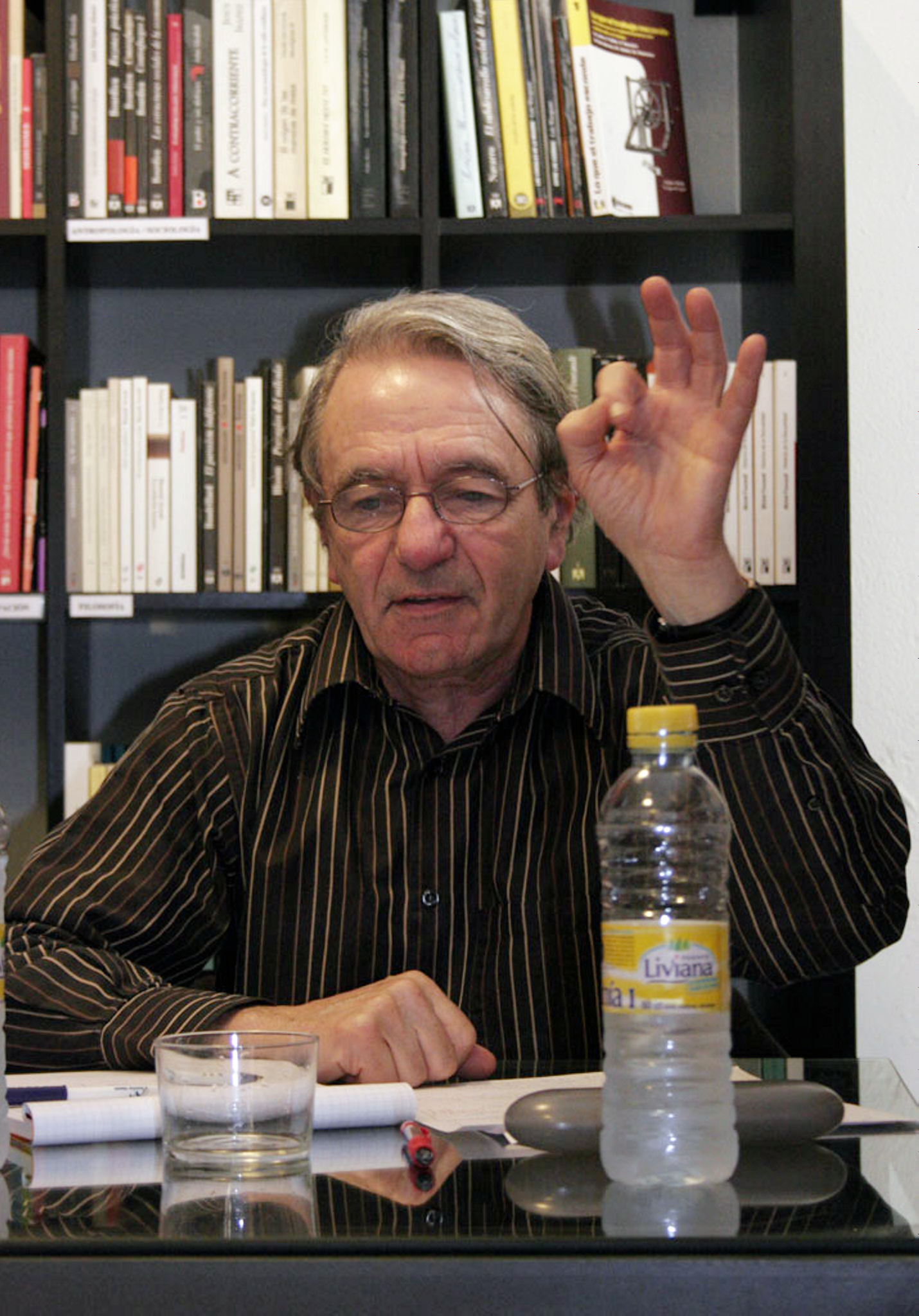
Rancière en 2006.
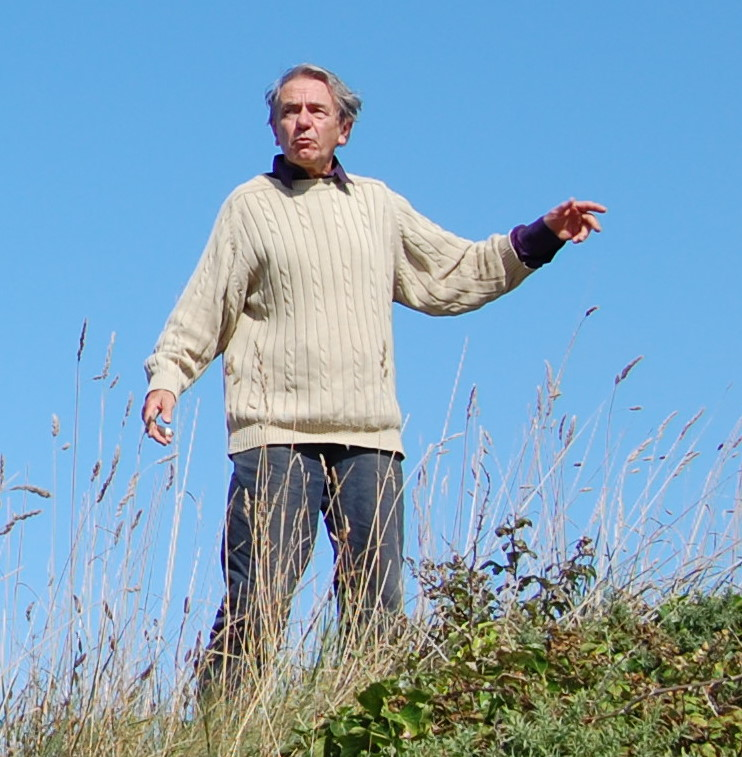
Rancière en 2009.
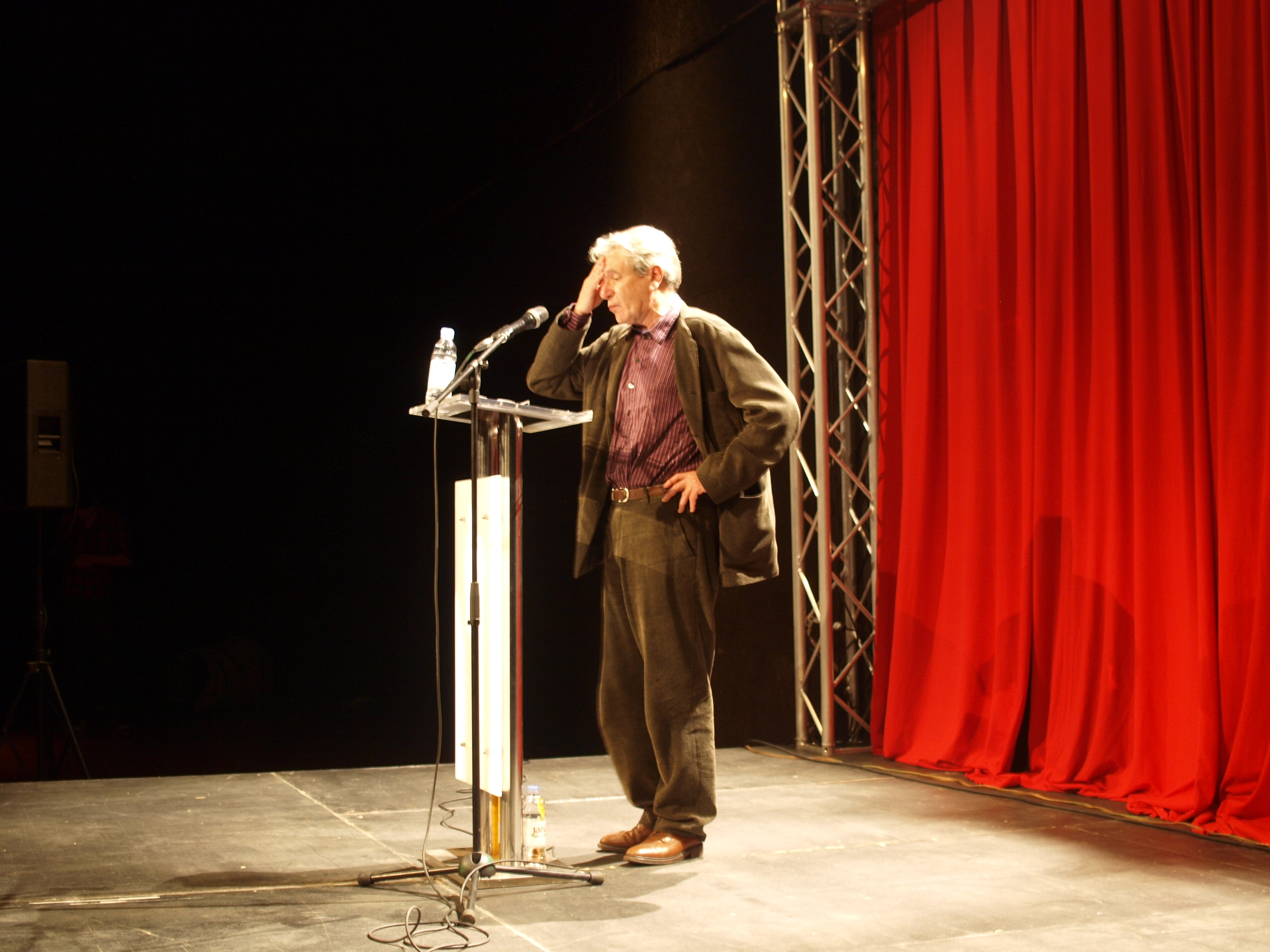
Rancière en 2010.
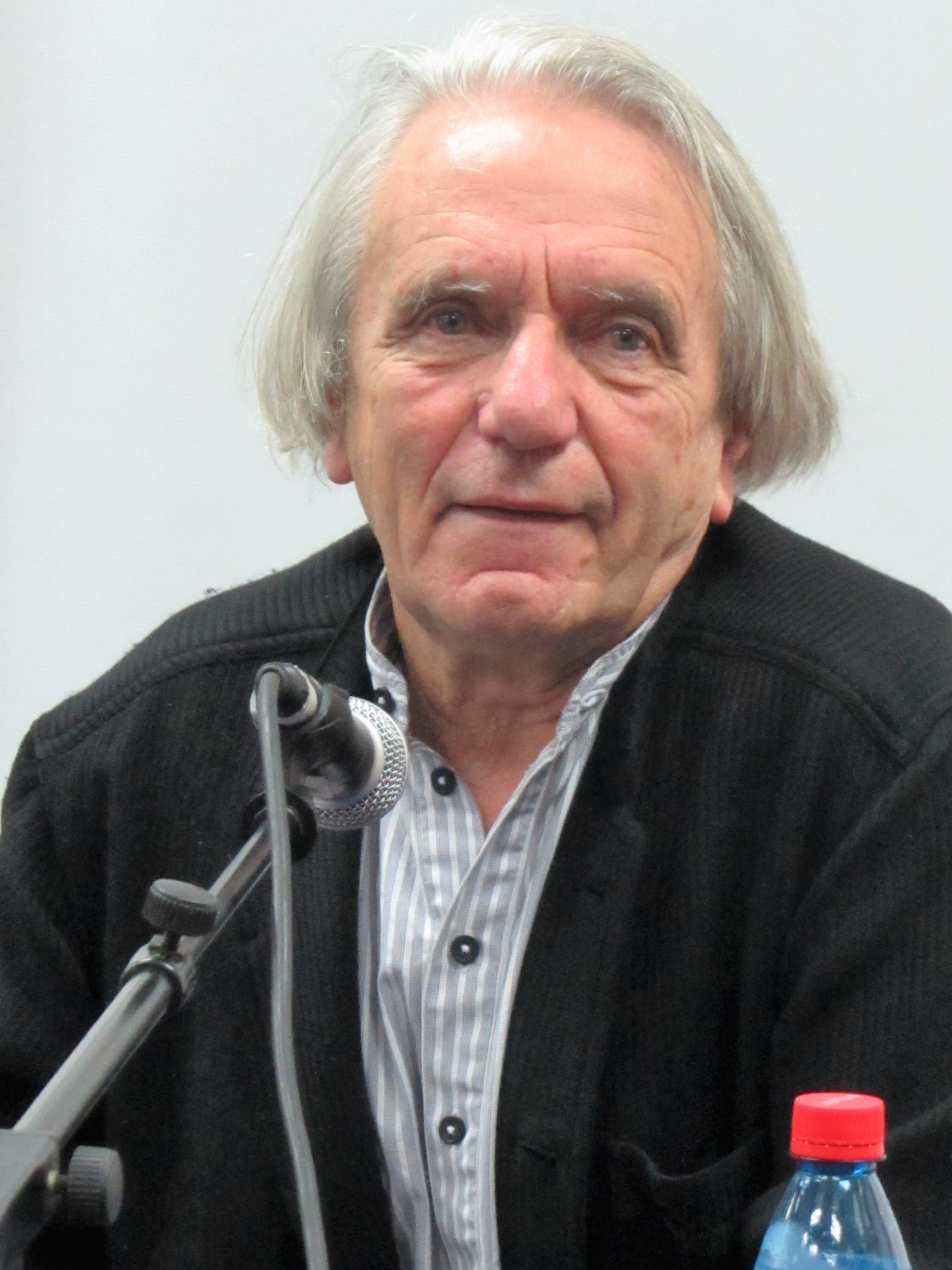
Rancière en 2016.
Rancière en 2021.

### Articles
- Geneviève Fraisse, « Émancipation versus domination. Lecture de Jacques Rancière », chapitre 4 in La sexuation du monde. Réflexions sur l'émancipation, Presses de Sciences Po, coll. « Académique », 2016
- Solange Guénoun, « Entre Sartre et Flaubert : les fictions de Jacques Rancière », Études françaises, vol. 49, no 2,‎ 2013, p. 123-141 (lire en ligne )
- Étienne Tassin, Sonia Dayan-Herzbrun et Martine Leibovici, « À plusieurs voix, autour de Jacques Rancière : Recensions du livre La Haine de la démocratie », Mouvements, no 44,‎ février 2006, p. 172-179 (lire en ligne )
- Gabriel Maissin, « La philosophie de l'émancipation chez Jacques Rancière », Politique - revue belge d'analyse et de débat, no 35,‎ juin 2004 (lire en ligne )

### Revues
- Collectif, « Jacques Rancière : scènes des temps modernes », Critique, no 881,‎ octobre 2020 (lire en ligne )
- Collectif, « Jacques Rancière : gestes philosophiques », Cahiers critiques de philosophie, no 17,‎ janvier 2017 (lire en ligne )
- Collectif, « Jacques Rancière — Andreï Platonov », Europe, n°1097-1098, septembre-octobre 2020
- Collectif, « Maîtrise et éducation : le cas Jacotot/Rancière », Le Télémaque, no 44,‎ février 2013 (lire en ligne )
- Collectif, « S'émanciper avec Jacques Rancière », Acta Fabula, dossier critique n°9, vol. 11, no 7,‎ juillet 2010 (lire en ligne )
- (it) Collectif, « Disaccordo », Fata Morgana. Quadrimestrale di Cinema e Visioni, no 9,‎ 2009 (lire en ligne )
- Collectif, « Jacques Rancière : le dissensus à l’œuvre », Spirale, n°220, mai-juin 2008, no 220,‎ mai-juin 2008 (lire en ligne )
- Collectif, « Le Maître ignorant », Le Télémaque, no 27,‎ janvier 2005 (lire en ligne )
- Collectif, « Jacques Rancière l’indiscipliné », Labyrinthe, no 17,‎ janvier 2004 (lire en ligne )
- Collectif, « Autour de Jacques Rancière », Critique, no 601-602, juin-juillet 1997

### Ouvrages
- (en) J.P. Cachopo, P.Nickelson & C. Stover eds. Rancière and Music, Edinburgh University Press, 2020
- (en) André Voigt , Jacques Rancière and History.Words, Regimes, Scenes, author’s edition 2020
- Vincent Jarry, La Démocratie des murmures, Excès, 2019
- Charles Ramond, Jacques Rancière. L’égalité des intelligences, Belin, 2019
- S. Durham & D. Gaonkar eds. Distributions of the Sensible, Northwestern University Press, 2019
- Anders Fjeld, Jacques Rancière, pratiquer l'égalité, Éditions Michalon, 2018
- Antonia Birnbaum, Egalité radicale. Diviser Rancière, Amsterdam, 2018
- (en) Patrick M. Bray ed., Understanding Rancière, Understanding Modernism, Bloomsbury, 2017
- (en) G.Hellyer &J. Murphet eds., Rancière and Literature, Edinburgh University Press, 2016
- Collectif, Gramsci maintenant, Éditions Sociales, 2016 (somme de contributions visant à analyser l'influence des théories d'Antonio Gramsci sur les pensées de Louis Althusser, Pierre Bourdieu, Nicos Poulantzas et, donc, Jacques Rancière)
- Arash Joudaki, La politique selon l'égalité : essai sur Rancière, Gauchet, Clastres et Lefort, L'Harmattan, 2016
- Bernard Aspe, Partage de la nuit : deux études sur Jacques Rancière, Nous, 2015
- Philip Watts, Le cinéma de Roland Barthes : Suivi d'un entretien avec Jacques Rancière, De l'incidence éditeur, 2015
- Collectif, Politiques de l'image : Questions pour Jacques Rancière, dirigé par Adnen Jdey, La lettre volée, 2014 (contient le texte de Jacques Rancière « Notes sur l'image photographique »)
- Geoffroy Mannet, L'impureté politique : la sociologie de Pierre Bourdieu au miroir de la pensée politique de Jacques Rancière, L'Harmattan, 2013
- (en) Paul Bowman ed. Rancière and Film, Edinburgh University Press, 2013
- (en) Oliver Davis ed., Rancière Now. Current Perspectives on Jacques Rancière, Polity Press, 2013
- (en) J.P. Deranty & Alison Ross eds., Jacques Rancière and the Contemporary Scene, Continuum, 2012
- Philippe Corcuff, Où est passée la critique sociale ? Penser le global au croisement des savoirs, La Découverte, 2012 (les chapitres 1 et 2 sont consacrés aux tensions entre la philosophie de l'émancipation de Jacques Rancière et la sociologie critique de la domination de Pierre Bourdieu)
- Politica delle immagini. Sur Jacques Rancière, édité par Roberto De Gaetano, Pellegrini, Cosenza 2011
- Christian Ruby, L'interruption, Jacques Rancière et la politique, La Fabrique, 2009
- Collectif, Jacques Rancière et la Politique de l'Esthétique, dirigé par Jérôme Game et Alliocha Wald Lasowski, Archives Contemporaines, coll. « CEP », 2009
- (en) Oliver Davis, Jacques Rancière, Polity Press, 2009
- Nick Hewlett, Badiou, Balibar, Ranciere: Re-thinking Emancipation, Continuum, 2007
- Maria Beatriz Greco, Rancière et Jacotot. Une critique du concept d'autorité, L'Harmattan, 2007
- Charlotte Nordmann, Bourdieu/Rancière : la politique entre sociologie et philosophie, Éditions Amsterdam, 2006. Rééd. Amsterdam Poches, 2008
- L.Cornu et P. Vermeren éds, La Philosophie déplacée. Autour de Jacques Rancière, Actes du colloque de Cerisy, Horlieu éditions, 2006
- Alain Badiou, « Rancière et la communauté des égaux » et « Rancière et l'apolitique », in Abrégé de métapolitique, Le Seuil, 1998